# Villa Wesendonck
Die Villa Wesendonck ist eine 1853–1857 für den Kaufmann Otto Wesendonck und seine Frau Mathilde Wesendonck erbaute herrschaftliche Villa am linken Seeufer im Quartier Enge in Zürich.

## Architektur und Geschichte

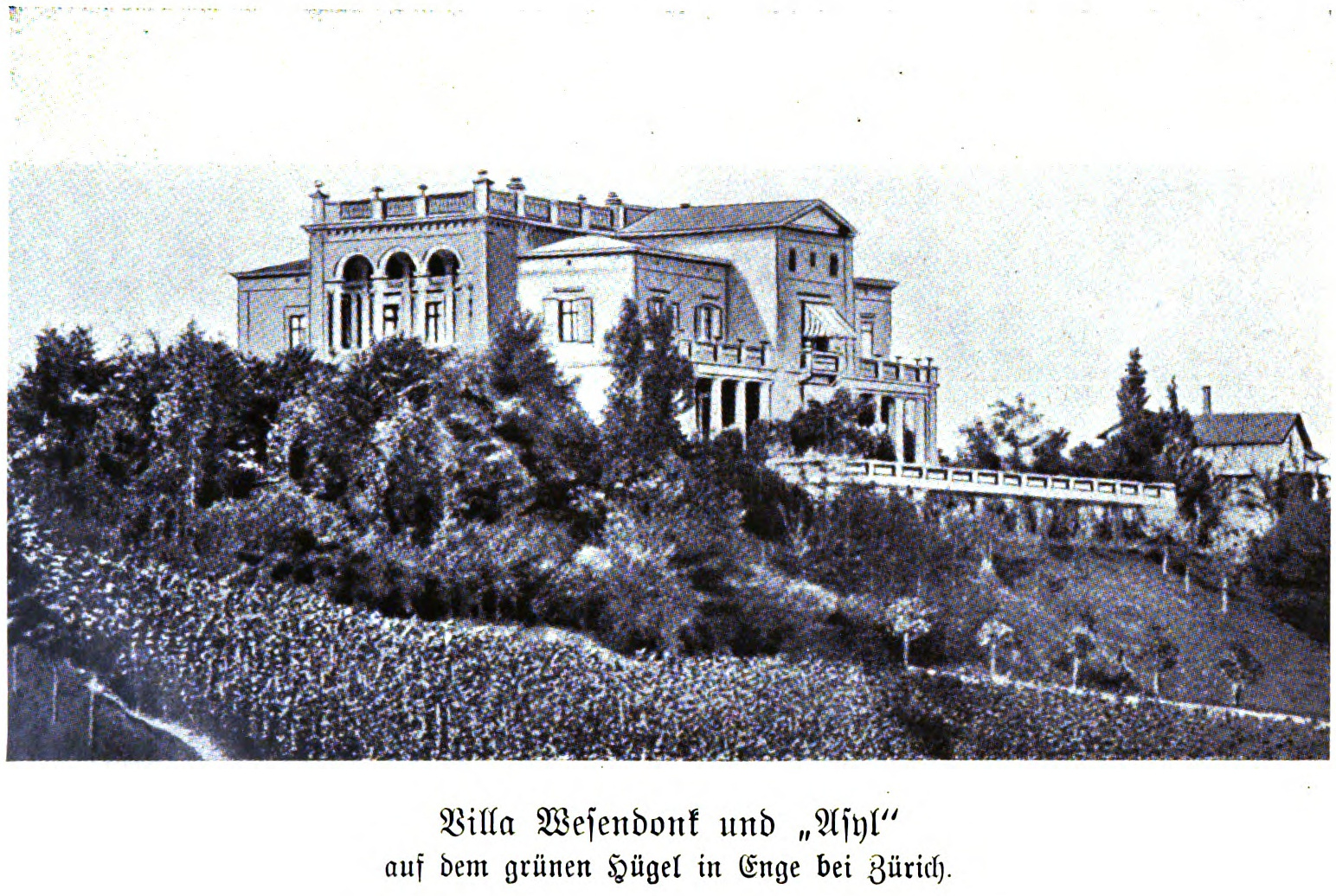
Villa Wesendonk und «Asyl» auf dem grünen Hügel in Enge bei Zürich
Heute Museum Rietberg

Das Gebäude im Stil der italienischen Renaissance gilt als eines der reifsten Werke des Architekten Leonhard Zeugheer. Südlich des Hauses breitet sich ein von Leopold Karl Theodor Fröbel angelegter Landschaftsgarten aus, der heutige Rieterpark.
Als die deutsche Seidenhändler-Familie Wesendonck aus politischen Gründen Zürich während des Deutsch-Französischen Kriegs verliess, erwarb 1871 Adolf Rieter-Rothpletz (1817–1882), ein Winterthurer Baumwollindustrieller, die Villa Wesendonck.
1944 kaufte die Stadt Zürich die Liegenschaft für drei Millionen Franken und unterzog sie im Innern einem durchgreifenden Umbau. Das Gebäude beherbergt seit 1952 das Museum Rietberg, ein Museum für Kunst aus Asien, Afrika, Amerika und Ozeanien sowie Schweizer Masken.

Eingangsbereich (links die Remise, rechts der «Smaragd»)

Ein unterirdischer Erweiterungsbau des Museums wurde im Zeitraum von Mai 2004 bis Dezember 2006 errichtet und Mitte Februar 2007 eröffnet. Der Neubau geht mit mehr als 12 Metern in die Tiefe und erstreckt sich auf zwei unterirdische Geschosse. Die Grundfläche beläuft auf rund 1'600 Quadratmeter und übertrifft bei weitem die des Altbaus der Villa mit rund 800 Quadratmetern.
Das Projekt mit dem Namen «Baldachine von Smaragd» spielt auf ein Gedicht von Mathilde Wesendonck, das von Richard Wagner als drittes der Wesendonck-Lieder vertont wurde, an. Das mit 46 Millionen Franken Erstellungskosten bezifferte Projekt wurde von der Architektengemeinschaft des Wiener Architekten Adolf Krischanitz und des Schweizer Alfred Grazioli mit Bürositz in Berlin realisiert.

## Galerie

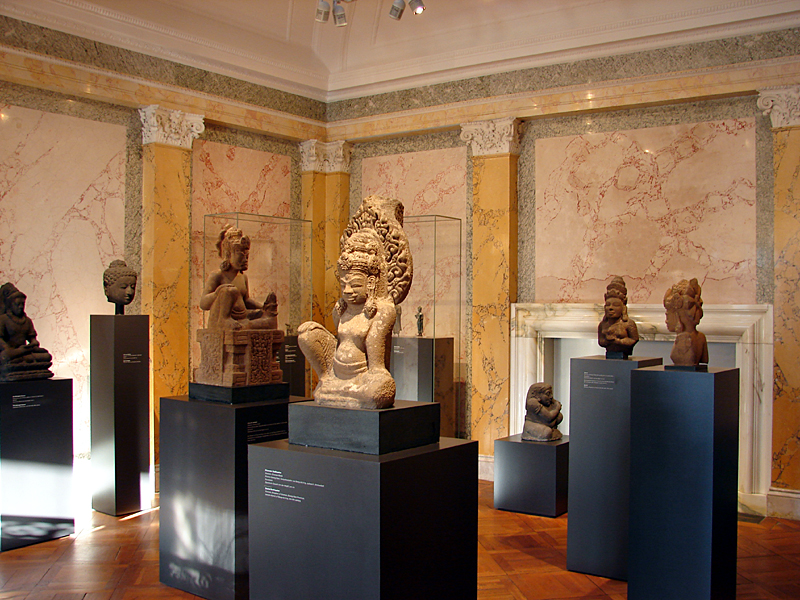
Ausstellungsraum in der Villa Wesendonck
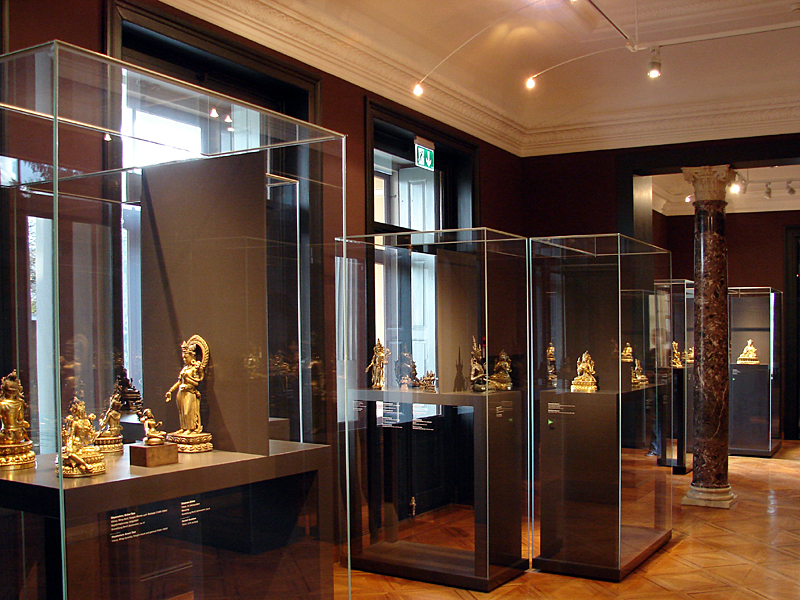
Ausstellungsraum in der Villa Wesendonck
Museumscafé in der Villa Wesendonck
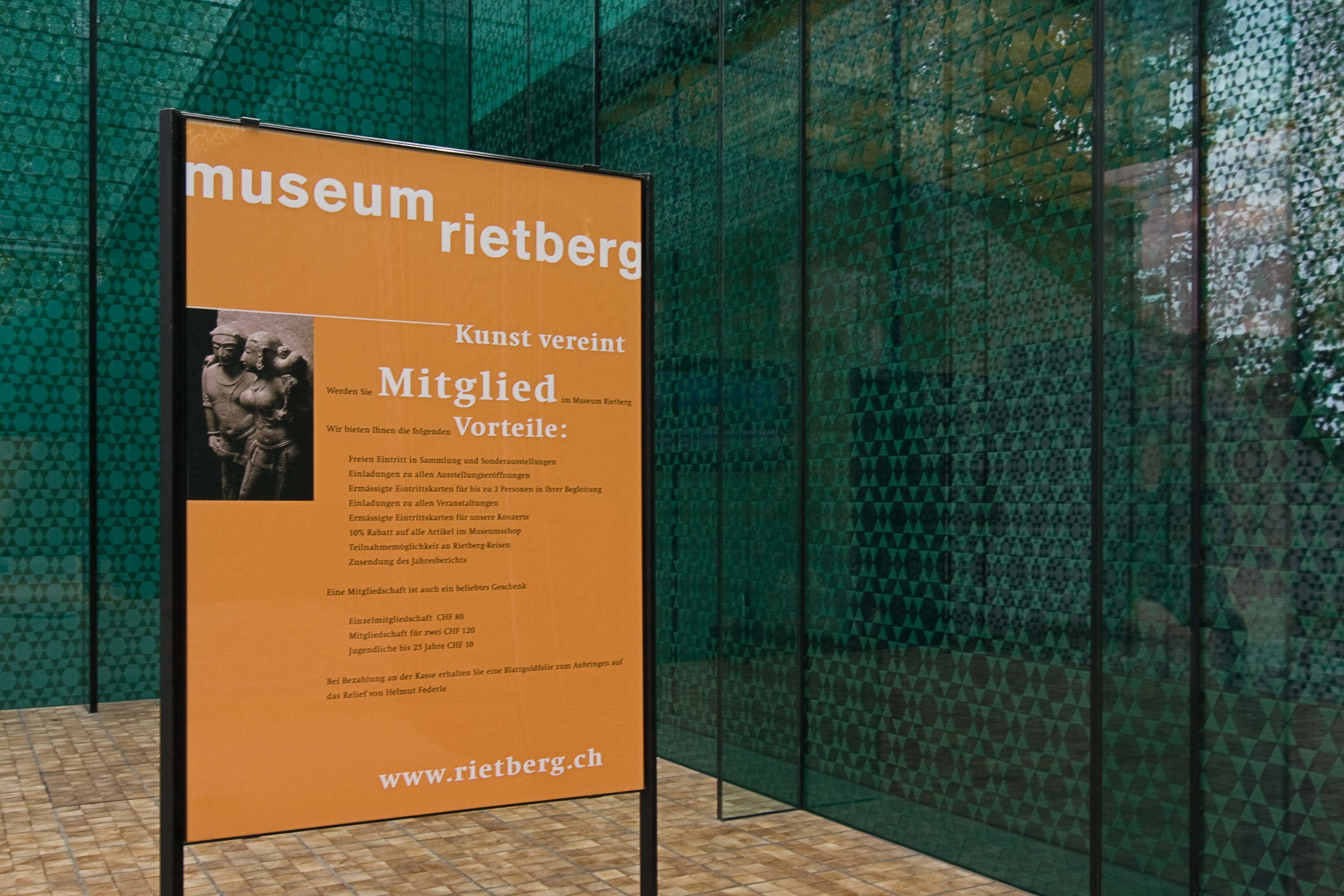
Eingang zum unterirdischen Neubau
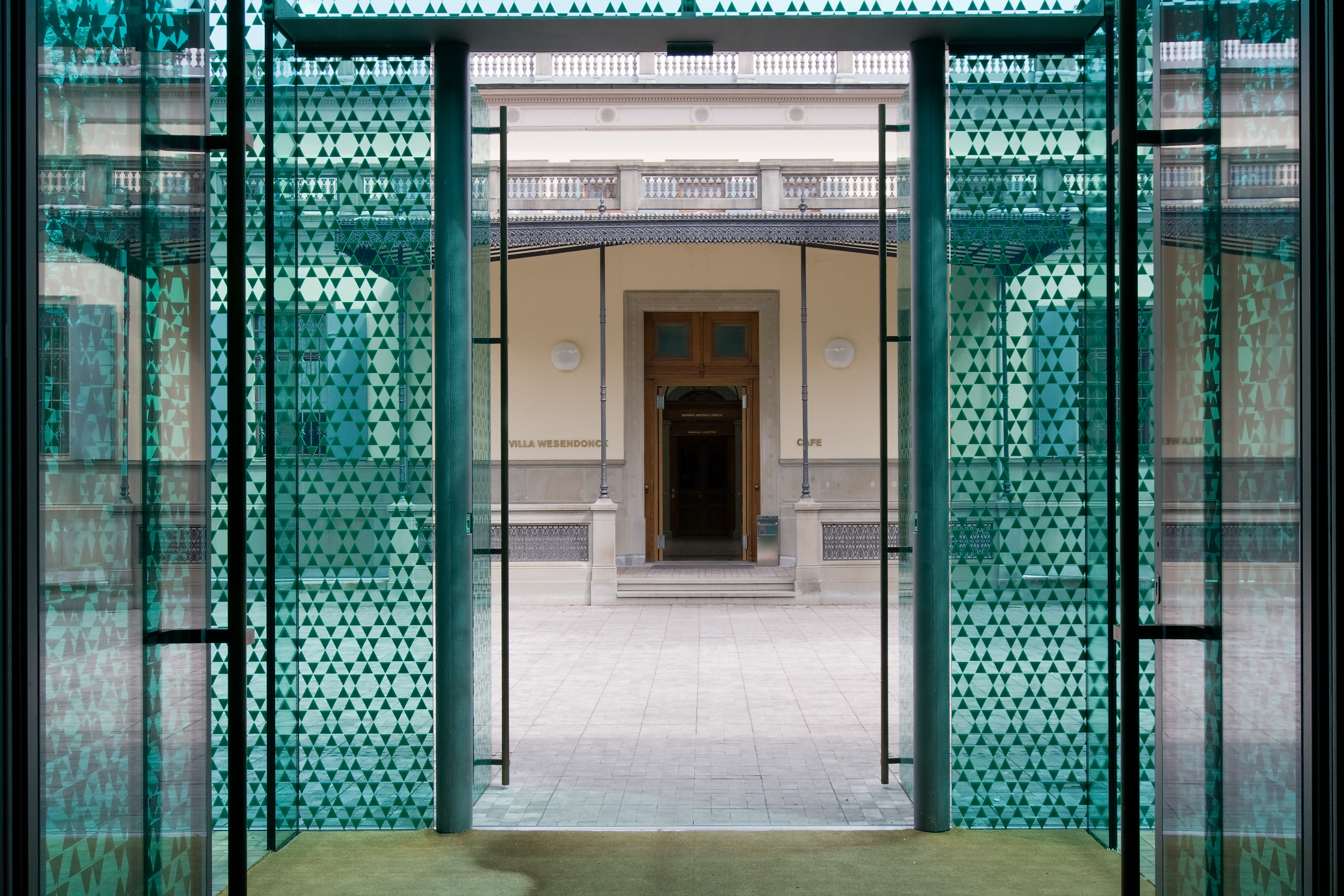
Neues und altes Museum hintereinander